# Frank Darabont
Frank Árpád Darabont (registrado al nacer como Ferenc Árpád Darabont; Montbéliard, Doubs, Francia, 28 de enero de 1959) es un director de cine, productor y guionista estadounidense de origen húngaro.

## Biografía
Los padres de Frank Darabont abandonaron Hungría después de la Revolución húngara de 1956, y su hijo nació en un campo de refugiados en Montbéliard, Doubs, Francia. Al poco de nacer, y cuando todavía era un bebé, su familia se trasladó a Estados Unidos.
Darabont entró en el mundo del cine a los 20 años. Una de sus primeras obras fue un cortometraje titulado Dollar Baby a partir de la adaptación de una novela de Stephen King (1983). A partir de este cortometraje, King le concedió a Darabont los derechos para adaptar al cine su novela corta Rita Hayworth and the Shawshank Redemption, que rodaría después.
Darabont rodó su primer largometraje en 1990. Se llamó Buried Alive y fue una película para la televisión por cable estadounidense. El éxito le llegó cuando en 1994 realizó la adaptación de una obra de King. La película se llamó The Shawshank Redemption y Darabont se encargó de adaptar el guion y de dirigirla. Por esta película Darabont fue candidato al Óscar al mejor guion adaptado, además de conseguir otra nominación en la categoría de mejor película. Sin embargo, no consiguió la nominación en la categoría de mejor dirección.
Antes de comenzar su carrera como director, Darabont ya se había destacado escribiendo guiones de películas de terror, entre los que se incluyen A Nightmare on Elm Street 3: Dream Warriors,  The Blob o The Fly II. Además, escribió varios guiones para la serie de televisión de George Lucas y Steven Spielberg Las aventuras del joven Indiana Jones.
Después de un periodo de cinco años, Darabont volvió a dirigir en 1999. La película se tituló The Green Mile y Darabont se encargó de escribirla, producirla y dirigirla. Como pasó con su anterior trabajo, la película estaba basada en una obra de Stephen King, y fue muy bien recibida por la crítica. Y como también pasó anteriormente, la película fue nominada a los Premios de la Academia en las categorías de mejor película y mejor guion adaptado, pero al igual que su película anterior, tampoco consiguió la nominación en la categoría de mejor dirección. A esta película le siguió en 2001 The Majestic, aunque esta película no tuvo tanto éxito como las anteriores.
Frank Darabont está considerado como uno de los guionistas con más talento de Hollywood, habiendo asesorado, por ejemplo, en los guiones de dos películas de Steven Spielberg: Saving Private Ryan y Minority Report.

## Vida personal
Darabont está casado con Karyn Wagner, con la que tiene dos hijas, Claire y Alice.

## Filmografía

### Cine
| Año  | Título                                      | Papel                           |
| ---- | ------------------------------------------- | ------------------------------- |
| 1987 | A Nightmare on Elm Street 3: Dream Warriors | Guionista                       |
| 1994 | The Shawshank Redemption                    | Director y guionista            |
| 1994 | Mary Shelley's Frankenstein                 | Guionista                       |
| 1999 | The Green Mile                              | Director, productor y guionista |
| 2001 | The Majestic                                | Director y productor            |
| 2004 | Collateral                                  | Productor ejecutivo.            |
| 2007 | The Mist                                    | Director, productor y guionista |

### Televisión
| Año       | Título           | Papel                                              | Notas                                                       |
| --------- | ---------------- | -------------------------------------------------- | ----------------------------------------------------------- |
| 1990      | Buried Alive     | Director                                           |                                                             |
| 2010-2011 | The Walking Dead | Creador, productor y guionista                     | Director, guionista y productor ejecutivo de la temporada 1 |
| 2013      | Mob City         | Creador, director, productor ejecutivo y guionista |                                                             |

### Cortometrajes
| Año  | Título                | Papel                |
| ---- | --------------------- | -------------------- |
| 1983 | The Woman in the Room | Director y guionista |

## Premios y distinciones
Premios Óscar
| Año  | Categoría            | Película                 | Resultado |
| ---- | -------------------- | ------------------------ | --------- |
| 1995 | Mejor guion adaptado | The Shawshank Redemption | Nominado  |
| 2000 | Mejor película       | La milla verde           | Nominado  |